# Provincia de Sandia

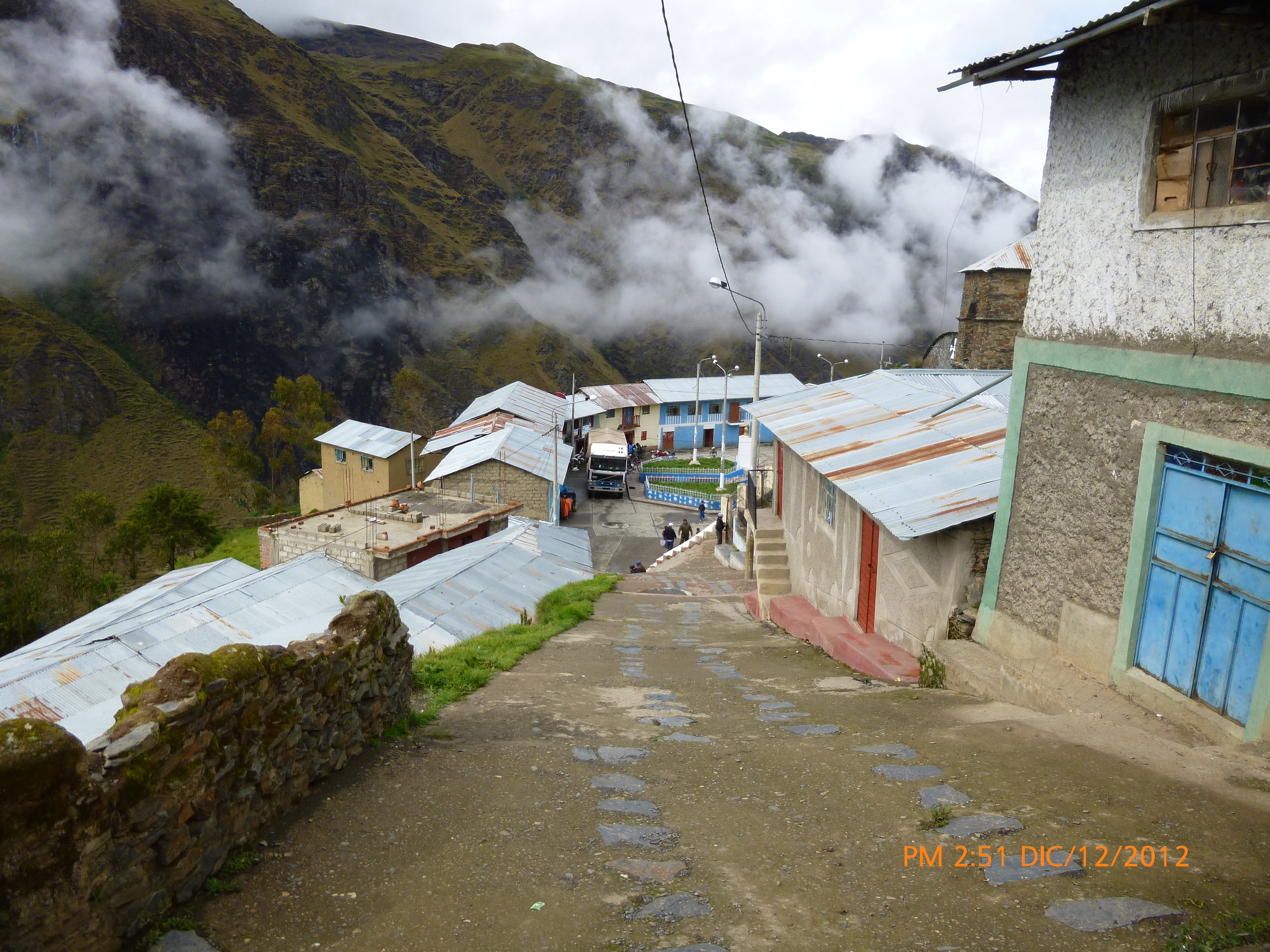
Vista de la localidad de Patambuco, capital del distrito homónimo

La provincia de Sandia es una de las trece que conforman el departamento de Puno en el sureste del Perú. Limita por el norte con la provincia de Tambopata (Madre de Dios), por el este con Bolivia, por el sur con la provincia de San Antonio de Putina y por el oeste con la provincia de Carabaya.
Desde el punto de vista jerárquico de la Iglesia católica, forma parte de la prelatura de Ayaviri en la arquidiócesis de Arequipa.

## Historia
Dada su ubicación, durante el virreinato del Perú, dicho territorio fue materia de diversas expediciones encaminadas a ubicar la legendaria ciudad perdida de Paititi. Las mismas que dejaron su huella en el establecimiento de ciudades y postas de misioneros. Conocidas son las expediciones de Pedro de Candia, Anzúrez, Ñuflo de Chávez, Álvarez Maldonado, Recio de León y Diego de Zecenarro. Las mismas que habrían de sentar las bases para incorporar dichos territorios al Perú, durante el conflicto limítrofe suscitado con Bolivia en los primeros años del siglo XX.   
La provincia de Sandia fue creada el 2 de mayo de 1854, designándose como capital al centro poblado de Crucero, quedó integrada por los siguientes distritos situados de la actual provincia de Carabaya: Ajoyani, Ayapata, Crucero, Usicayos, Coasa, Ituata, Ollachea, Corani y Macusani. Y por los de la actual provincia de Sandia: Patambuco, Cuyocuyo, Sandia y Phara. Además de los de Quiaca y Sina.

## Geografía
La provincia abarca una extensión de 11 862,41 km².

## División administrativa
Sandia se divide en diez distritos:
| 1. Alto Inambari 2. Cuyocuyo 3. Limbani 4. Patambuco 5. Quiaca | - 6. Phara - 7. San Pedro de Putina Punco - 8. Sandia - 9. Yanahuaya - 10. San Juan del Oro |

## Demografía y población
La población estimada en el año 2000 era de 54 300 habitantes.
La provincia tenía una población aproximada al 6 de noviembre de 2006 de 65 431 habitantes. La fecha corresponde al día en que se publicó los indicadores de desarrollo humano —PNUD—.

## Capital
La capital es la ciudad de Sandia.

## Autoridades

### Regionales
- Consejero regional
  - 2019-2022:[4] Wilfredo Meléndez Toledo (Movimiento de Integración por el Desarrollo Regional, Mi Casita)

### Municipales
- 2019-2022[4]
  - Alcalde: Víctor Adán Málaga Carcasi, del Movimiento de Integración por el Desarrollo Regional (Mi Casita).
  - Regidores:

  1. Fredy Huaquisto Chahuara (Movimiento de Integración por el Desarrollo Regional, Mi Casita)
  2. Donato Mamani Quispe (Movimiento de Integración por el Desarrollo Regional, Mi Casita)
  3. Erasmo Quispe Calsina (Movimiento de Integración por el Desarrollo Regional, Mi Casita)
  4. León Quispe Quilla (Movimiento de Integración por el Desarrollo Regional, Mi Casita)
  5. Beyza Carol Machaca Huaquisto (Movimiento de Integración por el Desarrollo Regional, Mi Casita)
  6. Elisbán Toledo Salas (Movimiento de Integración por el Desarrollo Regional, Mi Casita)
  7. Nemesio Carcasi Mamaní (Moral y Desarrollo)
  8. Pablo Ccori Mamani (Moral y Desarrollo)
  9. Yesica Sánchez Pérez (Frente Amplio para el Desarrollo del Pueblo)

Alcaldes anteriores
- 2015-2018:[5]  Miguel Quispe Tipo, Movimiento Proyecto de la Integración para la Cooperación (PICO).
- 2011-2014: Isaac Choque Apaza, del Movimiento Regional Moral y Desarrollo (MyD).

### Policiales
- Comisaría de Macusani
  - Comisario: Comandante PNP

### Festividades
La actividad religiosa más relevante es la festividad de la octava del Señor de Pacaypampa, que se celebra cada 21 de septiembre de cada año por la comunidad católica.

## Himno a la provincia de Sandia
El Himno a Sandia fue obtenido bajo concurso público, estando a cargo de la comisión organizadora el Sr. Nolberto Mamani Guillén. El himno tuvo una demanda de gran tiempo.
El Himno a Sandia se hizo entrega en discos compactos a los distintos centros educativos de la provincia de Sandia, así también se hizo entrega al Diario Los Andes para su divulgación en toda el departamento de Puno. En nuestra actualidad, se viene entonando este himno en el aniversario de Sandia.
Ingrese a enalce para ver Himno a Sandia: http://apsandia.coolpage.biz/himno.php.

### Autores delHimno a Sandia
- Letra
  - Lic. Carlos Arturo Araujo Cotacallapa
- Música
  - Sr. Jaime Tipo Calsina